# Roxanne Bovenberg
Roxanne Bovenberg (Vlaardingen, 30 juli 1989) is een Nederlandse handbalster. Ze komt in de Nederlandse eerste divisie voor HV Aalsmeer.